# Стельмах, Эд
Э́двард Майкл «Эд» Сте́льмах (англ. Edward Stelmach; род. 11 мая 1951, Ламонт, Альберта) — канадский политик украинского происхождения (праправнук эмигранта Николая Стельмаха со Львовщины), тринадцатый премьер провинции Альберта после того, как он был выбран лидером Прогрессивно-консервативной ассоциации Альберты.
Стельмах был выбран в 2006 году как компромисс между двумя другими кандидатами за его умение объединять непримиримые фракции Прогрессивно-консервативной ассоциации Альберты, а также эффективно управлять Альбертой, которые однако подверглись сомнению политическими наблюдателями, особенно после его вовлечения в фискальные и инфраструктурные споры с мэром Калгари Дейвом Бронконье.

## Биография
Эдвард Стельмах родился на ферме недалеко от Ламонта, Альберта. У его родителей пятеро детей, из которых Эдвард — самый младший. Поступил в Университет Альберты, намереваясь стать юристом. Подростком познакомился с Мари Варшавски, в 1973 году они поженились, у пары трое сыновей и дочь.
С 1986 года Стельмах стал заниматься политикой, войдя в совет округа Ламонт.
14 декабря 2006 года Стельмах был приведён к присяге, став тринадцатым премьером Альберты. 25 января 2011 года заявил, что не будет добиваться переизбрания. Стельмах ушёл в отставку с поста премьера 7 октября 2011 года. Его преемником стала Элисон Редфорд, первая в истории Альберты женщина премьер-министр. 
В 2020 году Стельмах был награждён Орденом Альберты.